# 毛利隆元
毛利 隆元（もうり たかもと）は、戦国時代の武将。安芸国の守護大名、戦国大名。安芸毛利氏の第13代当主。

## 概要
本姓は大江氏。家系は大江広元の四男である毛利季光を祖とする国人領主の毛利氏。正式な姓名は、大江 隆元（おおえ の たかもと）。周防・長門・安芸・備後・備中守護職として、毛利氏による中国地方支配を盤石なものとした。官位は従四位下・大膳大夫。贈・正三位。
毛利元就の嫡男で毛利氏の第13代当主。吉川元春と小早川隆景の同母兄。正室は長門守護代の務めた大内氏重臣・内藤興盛の娘で大内義隆の養女となった尾崎局で、大内義隆からは「隆」の字の偏諱を受けた。尾崎局との間に生まれた子に毛利輝元、毛利徳鶴丸、津和野局（吉見広頼室）がいる。
父の元就の隠居表明後に家督を継ぐが、その後も実権を握っていた父に8年先立って死去。隆元自らが毛利家当主として実権を握ることはなかったが、優れた内政手腕（後述）によって父の勢力拡大を支え続けた。

## 生涯

### 誕生
大永3年（1523年）4月、毛利元就と正室・妙玖の嫡男として、安芸国高田郡多治比の多治比猿掛城で生まれる。
隆元が生まれた当時、毛利氏は周防国の戦国大名・大内義興の配下であり、隆元の従兄にあたる毛利幸松丸が当主を務め、隆元の父である元就が幸松丸の叔父として支えていたが、同年6月に出雲国の戦国大名・尼子経久が安芸国に侵攻。尼子氏重臣の亀井秀綱の服属勧告により毛利氏は尼子氏の配下へと転じ、鏡山城の戦いにも尼子方として参陣した毛利軍は武功を挙げている。
しかし、合戦直後の7月15日に当主の毛利幸松丸が僅か9歳で病死したため、毛利氏重臣の協議によって隆元の父・元就の家督相続が決まった。同年8月10日に元就が吉田郡山城に入城して毛利氏当主となり、毛利氏一門の重臣の嫡男として生まれた隆元は、生後4ヶ月にして毛利氏当主の嫡男へと立場が変わることとなった。
その後、大永4年（1524年）の相合殿事件などを経て、毛利氏と尼子氏の関係が悪化したため、大永5年（1525年）3月には毛利氏は尼子氏から離反して大内氏へと帰属している。

### 人質時代
天文6年（1537年）、毛利氏が従属していた大内氏に他意が無いことを示すために大内氏のもとに人質として送られることとなり、志道広良、策雲玄龍、桂広信、桂就延、赤川又三郎、国司新右衛門、国司就信、児玉元重らを伴って、同年12月1日に周防国山口に到着。大内氏家臣の福島親長・親弘父子、毛利房元、宗次郎に出迎えられ、吉敷郡上宇野令の大蔵山下にある大蔵院を宿所とした。
12月6日に従者9人を伴って山口の築山館に出仕し、大内義隆に対面した。この時、隆元の一行が端正謹厳であったためか、沿道で隆元の一行を見た山口の町人はその態度を賞賛したという。また、大内義隆は隆元だけでなく、その従者の謁見も許して歓待しており、隆元らが退出する際には義隆自ら縁まで来て見送っている。12月12日には山口郊外の湯田温泉を訪れた。
12月19日、山口の築山館において大内義隆を烏帽子親として元服し、義隆から「隆」の偏諱を与えられて「毛利少輔太郎隆元」と名乗った。その帰路で隆元は大内氏重臣の内藤興盛、陶隆房（後の陶晴賢）、青景隆著、杉興重、杉興道、沼間興国、相良武任らを歴訪し、謝意を表している。
12月22日、山口の名刹である国清寺、香積寺、金鼈寺を見物。12月26日に大内義隆が自ら隆元の宿所を訪れて対面したため、翌12月27日に隆元は築山館に赴いて義隆に対面し、前日の義隆来訪について謝意を表している。12月29日には義隆の使者として弘中正長が来訪し、柳樽5荷、雁1対、折5合を贈られ、翌12月30日には小袖一重と裃を義隆から歳暮の祝儀として贈られている。
天文7年（1538年）1月4日に築山館に年賀出仕して義隆に対面し、1月6日に弘中正長が返礼のために隆元の宿所を訪れている。1月7日に陶隆房の使者として昼野備前守が来訪し、樽3荷と折5合を贈られた。
1月8日に法泉寺を見物し、1月12日の弓始は義隆に招待されて大内氏家臣の射手6人が技を競うのを参観した。1月19日に安芸国人の阿曽沼広秀から礼物として太刀を贈られる。1月21日に築山館で饗応を受け、1月24日に義隆が隆元を訪問し、内藤興盛と弘中正長に寄馬を行わせている。1月25日には再び湯田温泉を訪れた。
2月1日に築山館に出仕し、同日に貫武助が隆元の宿所を訪問した。2月7日に大内義隆が山口郊外の氷上山興隆寺に赴いた際に鶴の折5合を進上した。また、2月13日に氷上山妙見宮の祭礼に隆元も赴き、奉納の童舞を見物することとなると、義隆は隆元のために桟敷を用意させている。
2月20日の大内氏の沙汰始では吉見頼郷の案内により、築山館内を見物した。2月29日に初めて妙見宮に参社し、同日に江口興郷の屋敷を訪ねて馬術の稽古を行った。
3月7日、山口の本町における火災により約100戸が焼失した際に、毛利氏家臣たちが駆け付けて鎮火させたことで、大内義隆は内藤隆時を使者として隆元に褒美を与えている。
3月11日、築山館において催された能を隆元も鑑賞し、土佐国から山口に訪れていた公家の一条房家も鑑賞していた。また、3月20日に妙見宮で催された能の見物にも赴いている。さらに、4月1日に築山館に出仕し、4月12日から宇野談議所で勧進能が催されると隆元は初日に鑑賞し、6日間の開催期間で2回見物している。
4月14日に大内義隆の使者として訪問した右田甲斐守から鱈5喉と雁3羽を贈られ、4月20日に同じく大内義隆の使者として訪問した安富伊賀守から鮒10喉を贈られた。
5月1日と5月5日に築山館に出仕。5月16日は陶隆房の屋敷で行われた犬追物を見物し、5月18日には築山館での犬追物を見物した。6月1日に築山館に出仕し、6月12日に大内義隆の使者として訪問した内藤隆貞から海月1折を贈られた。
その後、大内義隆の桟敷に出仕したり、立売の隅の2階を借用して山口の景勝地を見物したことが『毛利隆元山口滞留日記』に記されているが、この日記は天文7年（1538年）までで記述が終了している。しかし、天文6年（1537年）12月に山口を訪れてから天文9年（1540年）に隆元帰国が許されるまでの約3年間の内、日記に記されている最初の約8ヶ月間の隆元の動向に限っても、山口の名刹や温泉を訪れたり、能や犬追物を見物したりするなど、大内氏が隆盛していた時期の爛熟した文化に接することができたことが窺える。
また、日記には多くの人物の名が登場しており、大内義隆やその養子の大内晴持をはじめとして、後に隆元の岳父となる長門守護代の内藤興盛、興盛の子の内藤隆時と内藤隆貞、陶隆房（後の陶晴賢）、陶隆満、福島親長・親弘父子、毛利房元、杉興道、杉興重、杉重矩、伊香賀壱岐守、青景隆著、沼間興国、沼間敦定、相良武任、江口興郷、弘中正長、野田興方、貫武助、吉見頼郷、右田甲斐守、安富伊賀守、小幡氏ら大内氏の家臣たち、隆元と同じく人質として安芸国から山口に赴いていた天野隆綱や阿曽沼広秀、土佐国から山口を訪問していた公家の一条房家など、多様な人物との交流、接点があったことも窺える。
元就が嫡男である隆元を人質としたことで毛利氏と大内氏の関係は緊密なものとなり、さらに山口滞在中の隆元一行が多くの大内氏家臣とも交友を深めたことで、後年の弘治元年（1555年）に始まる毛利氏による防長経略の際にも大きな影響を与えることとなる。
天文9年（1540年）、大内義隆から吉田郡山城に戻ることが許された。
天文11年（1542年）から翌年にかけて、隆元は元就と共に月山富田城攻めに従軍した。その際に元就と連名で家臣の感状を発給しており、その後の撤退戦の修羅場も経験している。

### 家督相続、厳島の戦い
天文15年（1546年）、元就の突然の隠居表明により、家督を相続して、毛利氏の第13代当主となる。だが、元就は隠居後も毛利家の実権を掌握しており、隆元は依然として元就麾下の一武将の扱いであった。これは、毛利家を覆う事情が依然として険しかったという理由もあるが、自分の器量に自信が持てない隆元が、実権の移譲を辞退したためともされる。
家督相続前後から、元就の要請により老臣の志道広良が隆元の訓育にあたるようになった。
天文18年（1549年）、大内義隆の養女で大内氏の重臣の内藤興盛の娘と結婚する。後にこの女性は隆元が生活していた屋敷（尾崎丸）の名前から尾崎局と呼ばれ、幸鶴丸（後の輝元）を含む二男一女に恵まれる。
天文19年（1550年）、父の元就の主導の下、専横甚だしい井上党が粛清を受け、井上元兼ら重臣一派が殺害された。その後、新しい毛利家の行政官僚組織として、隆元直属の五奉行制度が発足した。隆元側近の赤川元保を筆頭奉行とし、国司元相・粟屋元親、元就の側近であった児玉就忠と桂元忠も参画した。この組織の創設に隆元は大いに貢献したとされるが、主導権を握っていたのはやはり元就であった。また、この五奉行制度自体も、当初は親隆元派の官吏達と親元就派の武将達との対立によって運営が上手くいかず、元就も隆元も頭を悩ませた。しかし、隆元がこの時期に著した訓戒状の条文の多くは、後の毛利家の御家訓に収録され（後述）宗家運営の模範とされるのである。
天文20年（1551年）、大内義隆が重臣の陶隆房（陶晴賢）により自害に追い込まれると、いずれ陶氏は毛利にも攻めてくると判断して陶氏打倒を主張した。しかし、元就は戦力的劣勢を理由に慎重な姿勢を崩さなかった。そこで隆元は重臣たちを動かして元就に翻意を促すべく、家中に陶氏の横暴無慈悲ぶりを喧伝（）して回った。その甲斐あってか、間もなく元就もまた陶との対決を決めることとなる。
弘治元年（1555年）、父と共に旧友の陶晴賢を厳島の戦いで滅ぼした。隆元は元就と共に本陣を率いて厳島に渡海した。

### 守護就任
弘治3年（1557年）に防長経略を行い、大内義長を滅ぼした。しかし旧大内領をめぐって豊後国の大友宗麟が西から、出雲国の尼子晴久が北から侵攻してきたため、元就は北の尼子氏に、隆元は西の大友氏に対応することになった。毛利氏にとっては非常に危機的な時期ではあったが、隆元は弟の隆景の支援を受けつつ大友氏を撃退することに成功した。
永禄2年（1559年）、隆元は元就との連署で正親町天皇の即位料を朝廷に献納した。毛利氏の献金は総額二千五十九貫四百文に及んだ。
永禄3年（1560年）、室町幕府の第13代将軍・足利義輝より、安芸の守護に任じられた。また、正親町天皇の即位料を献上した功績により、同年2月15日に朝廷から大膳大夫に任じられた。この口宣案では上卿を大納言の広橋国光、奉者を蔵人頭・左中弁の柳原淳光が務め、義輝の袖花押が添えられた。同日に、父・元就が陸奥守に任じられた。
永禄3年（1560年）に尼子晴久が急死して尼子氏の勢力が衰退し始めると、九州戦線を受け持っていた隆元は幕府の仲介を利用して大友宗麟と和議を結び、中国地方を転戦して尼子討伐に全力を傾けるようになる。
永禄5年（1562年）、隆元は幕府から備中・備後・長門の守護職に、永禄6年（1563年）には周防の守護職に任じられた。

### 最期
永禄6年（1563年）5月、北九州における大友氏との対応のために周防国防府に在陣していた隆元は、大友宗麟との講和が成立すると、出雲国での尼子氏攻めに加わるため、5月27日に軍を率いて防府を出発。岩国や厳島を経由して、7月10日に吉田郡山城の北西1里にある多治比に到着した。
7月11日、隆元は福原貞俊を派遣して吉田郡山城にいる嫡男・幸鶴丸（後の毛利輝元）を多治比に呼び寄せ、終日歓談を楽しんだ後に幸鶴丸を吉田郡山城に送り帰したが、この時が幸鶴丸が父・隆元に対面した最後の機会となった。
7月12日には隆元は多治比を出発して北方3里にある高田郡佐々部に到着。出雲国へ出陣する日程を8月5日と定め、そのまま佐々部の蓮華寺に在陣して出雲遠征に従軍する軍勢の集結を待っていたが、出陣予定日の前日である8月4日に佐々部で急死した。享年41。
なお、隆元は急死する前日の8月3日晩、毛利氏傘下の備後国人である和智誠春の宿所に招かれて饗応を受けて宿に戻った後に体調を崩し、翌8月4日朝に急死したとされる。
隆元の遺体は隆元に従っていた家臣達によって吉田に送られ、隆元の高祖父にあたる毛利煕元の菩提寺であった大通院に葬られることとなる。
この頃、出雲国洗合に在陣して尼子氏と抗争していた元就は隆元の急死を知って大いに悲嘆していたが、幸鶴丸に鱈を贈って慈愛の情を示した。一方の幸鶴丸も元就に陣中見舞いとして樽酒と肴に書状を添えて贈ると、元就は大いに喜び、閏12月12日に幸鶴丸に返書を送って懇情に感謝すると共に、幸鶴丸が無事であることは何よりめでたく、元就も無事であるから安心するようにと申し送っている。
隆元の死に伴い、毛利氏の家督は隆元の嫡男である幸鶴丸が継いだが、若年のために元就が実質的な当主として主導権をなおも握ることとなった。

## 経歴
※ 日付＝旧暦（明治5年（1872年）12月2日まで適用）
- 天文6年（1537年）12月19日、元服し、大内義隆の名を一字賜り、隆元と名乗る。
- 天文16年（1547年）8月12日、従五位下に叙し、備中守に任官[1]。
- 永禄3年（1560年）2月15日、大膳大夫に転任[1]。
- 永禄3年（1560年）2月21日、室町幕府の安芸守護職に就任[1][46]。
- 永禄3年（1560年）12月8日、幕府の相伴衆に就任[1][47]。
- 永禄5年（1562年）5月18日、従四位下に昇叙し[1]、大膳大夫如元。
- 永禄5年（1562年）8月6日、幕府の備中・備後守護職に就任[1]。
- 永禄5年（1562年）9月19日、幕府の長門守護職に就任[1]。
- 永禄6年（1563年）5月16日、幕府の周防・長門守護職に就任[1]。
- 永禄6年8月4日（1563年9月1日）、卒去[1]。享年41[1]。法名：常栄寺殿光禄大夫華渓栄公大禅定門[1]。

- 明治41年（1908年）4月2日、贈位を受け贈・正三位[1]。

## 人物・逸話
現存している文書によると、隆元は温厚で篤実な性格の持ち主で、絵画や仏典書写などを愛する教養豊かな人物であったとされている。その一方で、父の元就のように超然とした態度が取れない自分を卑下したり、有能な弟達に対して劣等感を抱き、苦悩していた形跡が数多く見つかっている。
- 隆元は教養豊かで穏和な仁将として名高かったが、その反面、武将としての気概や機転に欠ける部分があり、文芸遊興に費やす時間が長かった[注釈 10]ことから、それを心配した元就や広良から再三にわたって訓戒されることとなった。また、元就からは書状で、「能や芸や慰め、何もかも要らず。ただ武略、計略、調略が肝要に候。謀多きは勝ち、少なきは負け候と申す」（『毛利家文書』、第413号「毛利元就自筆書状」[48]）と度々叱責されている。
- 元就の隠居表明には狼狽し、「父が隠居するなら、自分も幸鶴丸（輝元）に家督を譲って隠居する」（『毛利家文書』、第660号「弘治3年8月15日 毛利隆元自筆書状」[49]）と自棄的に嘆いたことがある。また平素から書状の中などで「自分は生来、無才覚無器量である」（『毛利家文書』、第761号「天文23年3月12日 毛利隆元自筆書状」[50][注釈 11]）と自嘲的に記している場面が多いなど、極めて自己卑下の強い人物であったことが窺える。元就は書簡の中で隆元を「優柔不断で武将としての資質に欠けている」（『毛利家文書』、第413号「毛利元就自筆書状」[48]）と評しており、隆元への実権移譲が行われなかった理由は、彼自身の性格面の問題故とされる。元就の手紙の中ではその他の点として、正直すぎることや、親孝行や信心には優れるが、武略・計略・調略などの面ではさらに努力が必要である旨が指摘されている[51]。
- 偉大過ぎる父の元就の存在は、隆元の人格形成に最も大きな影響をもたらした。隆元もそれを自覚していた節があり、書状の中で「名将の下には不遇な子が生まれる」（『毛利家文書』、第762号「毛利隆元自筆書状」[52]）と自嘲気味に記している。また同時に、父の偉業を自分が失墜させてしまうことを病的なまでに恐れており[50]、隆元が厳島神社に寄せた願文には「ただただ父上の武運長久、無病息災を願う。そのためには自分の身命をも捧げてもよい」と記されている。
- 元就自筆の志道広良宛て書状の中に、「隆元の孝心は有難いが、ああも正直すぎては今の世を生き抜いていけない。どうか爺〔広良〕の方から隆元に助言をしてやってくれないか」という意味合いのものがある（『毛利家文書』、第413号「毛利元就自筆書状」[37]）。
- 誠実だった彼は多くの人々（特に、謀が多い元就を信用したがらない国人や商人たち）から信頼され、内政・財務能力に長けていたと言われる（彼の死後、毛利家の収入が2,000貫≒4,000石ほど減少した[注釈 12]）。また政治面でも、元就直属の重臣たちと隆元直属の官吏たちとの間で意見対立が生じたことなどから、自分独自の派閥を組織できるだけの能力を持っていた[注釈 13]。隆元の死後、彼がいかに縁の下の力持ちとして毛利家のために尽力していたかを知った元春と隆景は敬服し、自家を優先しがちだった彼らも隆元死後はより一層毛利家のために尽くすようになった[注釈 14]。
- 三本の矢の逸話の影響もあって、現在では良好だったと伝わる三兄弟（隆元・元春・隆景）の仲だが、実際は所領分割や三家それぞれの運営、さらには三兄弟の性格の相違など、様々な問題を抱えており、決して良好ではなかった。事実、隆元は父の元就に向けて「近頃、元春と隆景の両弟は吉田郡山に来ても長期滞在せず、それぞれの家のことばかりに固執し、相談事があっても私ではなく父上を相手にする。これは二人が私を見下して除け者にしているようで、非常に腹が立つ」といった意味合いの書状[50]を送っている。この書状によって、元就は三兄弟の不仲ぶりを痛感し、『三子教訓状』の発行と毛利両川体制の構築を思い立ったとされる。
- 隆元は正室の尾崎局を深く愛したとされ、生涯側室を持たなかった。戦場から妻にあてて、「たいした事は起きていないが、この手紙を預ける男が吉田に戻るというので手紙を書いた」という律儀な一文から始まる手紙が残っている。また婚姻に際し、尾崎局の父・内藤興盛から、船岡山合戦以来着用してきた嘉例の重宝「縹糸胸紅白威胴丸」（毛利博物館蔵）を贈られており[55]、娘婿である隆元に対する興盛の期待のほどが窺える[56]。
- 大内義隆が陶晴賢（隆房）に討たれた大寧寺の変を受けて、義隆を討った晴賢を「虎狼之心」と罵り、「いずれ陶軍は必ず毛利にも攻めてくる。受身になるより力のある時に戦うべきである（賢ヨリ仕カケラレ候テ、請太刀ニテ取相候ハンヨリ、只今此方力ノ候時破リ度候）[注釈 15]」と語り、陶との交戦を強く主張した。
- 防長経略後は自らが大内氏の栄光を受け継ごうともしていたようで、大内氏旧領を統治するだけでなく、同家が勘合貿易で用いていた勘合札（割符）を山口で入手し、大陸との交易を再開させるために、隆元が主導で商業取引を進めていたことが明らかになっている[57][注釈 16][注釈 17]
- 実戦指揮官としての功績で有名なものは豊前松山城近郊における豊後大友氏との交戦がある。この時、父の元就・弟の元春らは尼子氏と交戦中であり、この方面は内政・軍事両面とも隆元が担当していた。松山城の戦いで大友軍が隆元指揮の毛利軍に撃退されたことにより、戦線は膠着、後の毛利・大友間の講和に繋がる。他に有名なものとして、防長経略の際の須々万沼城攻略戦がある。この時は元就から城攻めを任されるが、大内軍に多大な損害を出して敗退した。須々万沼城は弟・隆景も攻略に失敗した堅城であり、最終的に元就が自ら兵を指揮して攻略した。また、他には天文21年（1552年）に安芸国西条の槌山城を攻め落としている。
- 年不詳ではあるが、天文17年（1548年）から永禄2年（1559年）の間に秋月種実と兄弟の契約を結んでいる（『毛利家文書』、第310号「年不詳6月8日付毛利隆元自筆書状案」[58]）。

## 偏諱を与えた人物

### 「元」の字
- 天野元友 - 天文21年（1552年）1月10日加冠、授与[59]。
- 粟屋元如 - 永禄6年（1563年）1月27日加冠、授与[60]。
- 飯田新五郎 - 永禄6年（1563年）2月26日加冠、授与[60]。
- 飯田元定 - 永禄6年（1563年）8月1日加冠、授与[60]。
- 出羽元祐 - 天文13年（1544年）1月24日加冠、授与[59]。
- 井上元勝 - 永禄4年（1561年）1月2日加冠、授与[60]。
- 井上元鄷 - 永禄3年（1560年）1月20日加冠、授与[60]。
- 井上元教 - 永禄2年（1559年）10月10日加冠、授与[60]。
- 宇野貞之 - 永禄3年（1560年）12月12日授与[61]。
- 宇野元弘 - 弘治3年（1557年）1月15日加冠、授与[59]。
- 馬屋原壱岐守 - 永禄2年（1559年）12月27日加冠、授与[60]。
- 小方元信 - 永禄2年（1559年）12月13日加冠、授与[60]。
- 小田村元頼 - 弘治4年（1558年）閏6月30日加冠、授与[60]。
- 桂元将 - 天文19年（1550年）12月13日加冠、授与[59]。
- 上山元忠 - 弘治4年（1558年）1月26日加冠、「元理」の名を授与[60]。
- 吉川元長 - 永禄4年（1561年）1月27日加冠、授与[60]。
- 吉川元春 - 天文12年（1543年）8月30日加冠、授与[59]。
- 木原元定 - 永禄2年（1559年）12月30日加冠、授与[60]。
- 木原元相 - 永禄3年（1560年）10月22日加冠、授与[60]。

- 国司元相 - 天文7年（1538年）8月7日授与[61]。
- 久芳元和 - 永禄6年（1563年）2月9日加冠、授与[60]。
- 児玉元良 - 天文22年（1553年）1月11日加冠、授与[59]。
- 宍戸元行 - 永禄5年（1562年）12月5日加冠、授与[60]。
- 杉原元士 - 天文13年（1544年）6月7日加冠、授与[59]。
- 周布元兼 - 弘治3年（1557年）5月12日加冠、「元兼」の名を授与[60]。
- 高石元勝 - 弘治3年（1557年）4月16日加冠、「元勝」の名を授与[59]。
- 田中元通 - 天文17年（1548年）12月23日加冠、授与[59]。
- 恒岡元信 - 永禄2年（1559年）10月16日、「元信」の名を授与[61]。
- 内藤元実 - 永禄3年（1560年）12月27日加冠、授与[60]。
- 中村源兵衛尉 - 永禄3年（1560年）10月28日加冠、授与[60]。
- 野原元清 - 弘治2年（1556年）9月23日、「元清」の名を授与[62]。
- 林元信 - 永禄4年（1561年）5月23日授与[61]。
- 福永四郎兵衛 - 弘治3年（1557年）1月11日加冠、授与[59]。
- 増原元澄 - 天文22年（1553年）9月28日加冠、授与[59]。
- 三宅元範 - 永禄3年（1560年）12月30日加冠、授与[60]。
- 山県元政 - 天文12年（1543年）12月2日加冠、授与[59]。
- 山県元吉 - 天文22年（1553年）12月27日加冠、授与[59]。
- 八幡原元直 - 天文18年（1549年）12月13日加冠、授与[59]。
- 冷泉元豊 - 永禄元年（1558年）7月1日授与[61]。

### その他
- 粟屋方泰 - 天文8年（1539年）11月12日、「方泰」の名を授与[61]。
- 粟屋信久 - 天文21年（1552年）12月28日加冠、「信久」の名を授与[59]。
- 糸賀維秀 - 弘治3年（1557年）2月18日加冠、「維秀」の名を授与[59]。
- 熊谷広実 - 天文21年（1552年）1月22日加冠、「広」の字を授与[59]。
- 羽仁維之 - 弘治2年（1557年）10月23日加冠、「維之」の名を授与[59]。
- 林家長 - 天文24年（1555年）10月22日、「家長」の名を授与[63]。
- 綿貫忠久 - 天文13年（1544年）4月1日加冠、「忠久」の名を授与[59]。
- 渡辺雄 - 天文19年（1550年）1月4日加冠、「雄」の字を授与[59]。
- 渡辺宗 - 天文16年（1547年）6月10日加冠、「宗」の字を授与[59]。

## 墓所
墓所は、広島県安芸高田市吉田町吉田の大通院跡。山口市宮野下の常栄寺。安芸高田市高宮町佐々部の式敷地区にも、火葬場の跡に毛利隆元の墓という、二段の墓壇からなる石碑が建てられている。

## 毛利隆元が登場する作品
- 『毛利元就』（1997年、NHK大河ドラマ、演：上川隆也）[65][66]